# Nodi argentat
El nodi argentat (Procelsterna albivitta) és un ocell marí de la família dels làrids (Laridae) que habita el Pacífic Sud, criant a les illes Lord Howe, Norfolk, Kermadec i Tonga.